# 영덕 무안박씨 무의공파 종택
영덕 무안박씨 무의공파 종택(盈德 務安朴氏 武毅公派 宗宅)은 대한민국 경상북도 영덕군 축산면 도곡리에 있는 조선시대의 가옥이다. 2016년 4월 27일 대한민국의 국가민속문화재 제286호로 지정되었다.

## 개요
영덕 무안박씨 무의공파 종택은 영덕군 도곡마을(가마골)에서 뒤편의 야산을 배경으로 전면에 들이 펼쳐진 지점에 남향으로 입지하며, 임진왜란 때 큰 공을 세운 박의장의 아들 박선이 형인 박유를 위하여 1644년에 초창하였다.
17세기 이후부터 나타나는 안마당의 확장과 사랑채의 돌출, 사당 공간의 높은 독립성 등 배치 유형, 지역의 토착적 특징을 잘 보여주는 안채와 사랑채의 공간구성 등에서 17세기 사대부 주거건축 정체와 지역적 특성을 보여주고 있으며, 안채 창문 중간의 설주 흔적이나 사랑 대청의 파련대공 등에서 조선 중기의 건축 기법이 나타난다.
집안과 관계된 문헌자료가 잘 보존되어 있고, 민속적 제례행위가 지속적으로 행하여지고 있으며, 문중의 대소사를 이 종택에서 논의하고 문중의 결속을 다지는 중요한 공간으로 활용되는 등 국가민속문화재로 지정하여 보존할 가치가 있다.

## 같이 보기
- 영덕 초수재사 - 경상북도 문화재자료 제526호

## 참고 자료
- 영덕 무안박씨 무의공파 종택 - 국가유산청 국가유산포털